# Pierre Gobert
Pierre Gobert (Fontainebleau, 1662 – Paris, 3 de fevereiro de 1744) foi um pintor da França.
Era filho do escultor Jean II Gobert. Entrou na Academia Real em 1701. Durante o reinado de Luís XIV se tornou um favorito da corte como retratista e executou grande série de encomendas para a nobreza. Também trabalhou para a corte do Ducado da Lorena. Expôs no Salão de Paris em 1704 e 1737.